# Torre de Collserola

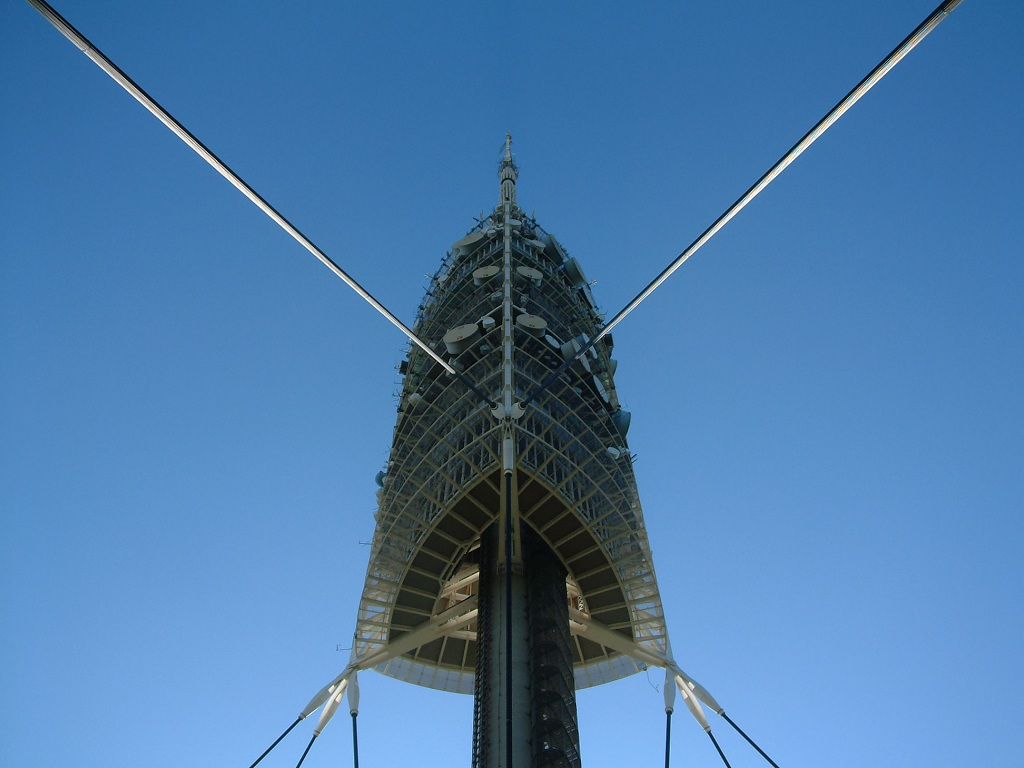
Torre de Collserola vista des de sota

La Torre de Collserola és una torre de telecomunicacions inaugurada el 1992 amb motiu dels Jocs Olímpics de Barcelona. La promotora del projecte i actual propietària és la Societat Anònima Torre de Collserola (els seus accionistes són Telefónica amb un 30,40%, Retevisión, amb un 41,75%, el Centre de Telecomunicacions i Tecnologies de la Informació de la Generalitat de Catalunya amb un 22,85% i l'Entitat Metropolitana del Transport amb un 5%). L'autor del projecte fou l'arquitecte britànic Norman Foster.

## Característiques
- La torre fa 267,5 metres d'alçària.[1]
- Té un pes de 3.000 tones d'estructura metàl·lica.
- Està situada dalt el Turó de la Vilana, a una altitud de 445,4 metres sobre el nivell de la mar.
- El fossar de la base de la torre es troba a 20,9 metres per sota del nivell del terreny, és a dir a 424,5 metres sobre el nivell de la mar.
- L'altitud total fins a la punta de la torre sobre el nivell de la mar és de 712,9 m.
- És la construcció més alta de tota Catalunya.

## Emissions

### Ràdio FM
- 87.7 MHz RAC1
- 88.3 MHz RNE Radio Nacional Catalunya
- 88.7 MHz Melodía FM
- 89.1 MHz Radio Marca Barcelona
- 89.8 MHz Rock FM
- 90.5 MHz Los 40 Classic
- 91.0 MHz betevé ràdio (dir. Barcelonès)
- 92.0 MHz Catalunya Informació
- 92.5 MHz iCat
- 93.0 MHz RNE Radio Clásica
- 93.5 MHz Onda Cero Catalunya
- 93.9 MHz Los 40
- 94.9 MHz Europa FM
- 95.5 MHz Kiss FM
- 96.0 MHz Los 40 Dance
- 97.7 MHz Ràdio TeleTaxi
- 98.6 MHz RNE Radio 3
- 99.0 MHz RNE Radio 5 Barcelona
- 100.0 MHz Cadena 100
- 100.8 MHz RNE Ràdio 4
- 101.5 MHz Catalunya Música
- 102.0 MHz COPE Catalunya
- 102.8 MHz Catalunya Ràdio
- 103.5 MHz SER Catalunya
- 104.2 MHz Los 40 Urban
- 105.0 MHz RAC105
- 105.7 MHz Flaix FM
- 106.1 MHz Ràdio Flaixbac
- 106.6 MHz Ràdio Estel

### Ràdio Digital (DAB)
- 8A (195,936 MHz) Europa FM
- 8A (195,936 MHz) Cadena 100
- 8A (195,936 MHz) Radio María
- 8A (195,936 MHz) Kiss FM
- 8A (195,936 MHz) Onda Cero
- 8A (195,936 MHz) Cadena SER
- 8A (195,936 MHz) Radio María (DAB+)
- 10A (209,936 MHz) RNE Radio Nacional (Catalunya)
- 10A (209,936 MHz) RNE Radio Nacional (Catalunya) (DAB+)
- 10A (209,936 MHz) RNE Radio 5 (Catalunya)
- 10A (209,936 MHz) RNE Radio 5 (Catalunya) (DAB+)
- 10A (209,936 MHz) COPE
- 10A (209,936 MHz) Radio Intereconomía
- 10A (209,936 MHz) Radio Marca
- 10A (209,936 MHz) El Mundo Radio (àudio de Radio Marca)
- 11B (218,640 MHz) RNE Ràdio 4
- 11B (218,640 MHz) RNE Ràdio 4
- 11B (218,640 MHz) RNE Radio Clásica
- 11B (218,640 MHz) RNE Radio 3
- 11B (218,640 MHz) RNE Radio Exterior (Europa)
- 11B (218,640 MHz) MegaStar FM
- 11B (218,640 MHz) Los 40 Classic

### TV Digital (TDT/DVB-T)
Les emissions analògiques van finalitzar l'abril de 2010.
- 23 UHF Atreseries
- 23 UHF Be Mad
- 23 UHF Real Madrid TV
- 23 UHF TEN
- 23 UHF Los 40 Classic (Ràdio)
- 23 UHF Los 40 Urban (Ràdio)
- 23 UHF Radiolé (Ràdio)
- 26 UHF Betevé(direcció Barcelonès)
- 26 UHF BDN Badalona (direcció Barcelonès)
- 26 UHF TV L'Hospitalet (direcció Barcelonès)
- 26 UHF Betevé 91.0 (Ràdio) (direcció Barcelonès)
- 26 UHF Radio Ciutat Badalona (Ràdio) (direcció Barcelonès)
- 26 UHF Radio L'Hospitalet (Ràdio) (direcció Barcelonès)
- 27 UHF Antena 3
- 27 UHF laSexta
- 27 UHF Neox
- 27 UHF Nova
- 29 UHF Boing
- 29 UHF Energy
- 29 UHF Mega
- 29 UHF TRECE
- 29 UHF Onda Cero (Ràdio)
- 29 UHF Europa FM (Ràdio)
- 29 UHF Melodia FM (Ràdio)
- 29 UHF COPE (Ràdio)
- 29 UHF Rock FM (Ràdio)
- 31 UHF La 1
- 31 UHF La 2
- 31 UHF 24h
- 31 UHF Teledeporte
- 31 UHF RNE Radio Nacional (Ràdio)
- 31 UHF RNE Ràdio 4 (Ràdio)
- 31 UHF RNE Radio 5 (Ràdio)
- 33 UHF Pg1
- 33 UHF Pg2
- 33 UHF Pg3
- 33 UHF Pg4
- 34 UHF Telecinco
- 34 UHF Cuatro
- 34 UHF FDF
- 34 UHF Divinity
- 36 UHF ETV (direcció Baix Llobregat)
- 36 UHF E-Radio (Ràdio) (direcció Baix Llobregat)
- 36 UHF Vinilo FM (Ràdio) (direcció Baix Llobregat)
- 41 UHF La 1 UHD
- 41 UHF Clan
- 41 UHF DKISS
- 41 UHF RNE Radio Clásica (Ràdio HQ)
- 41 UHF RNE Radio 3 (Ràdio HQ)
- 41 UHF RNE Radio Exterior (Ràdio)
- 41 UHF Cadena SER (Ràdio)
- 41 UHF Los 40 (Ràdio)
- 41 UHF Cadena Dial (Ràdio)
- 41 UHF Kiss FM (Ràdio)
- 41 UHF HIT FM (Ràdio)
- 41 UHF esRadio (Ràdio)
- 43 UHF La 1 UHD (DVB-T2)
- 43 UHF UHD 2 (DVB-T2)
- 44 UHF TV3
- 44 UHF 3/24
- 44 UHF SX3/33
- 44 UHF Esport3
- 44 UHF IB3 Global
- 44 UHF Catalunya Ràdio (Ràdio)
- 44 UHF Catalunya Música (Ràdio)
- 44 UHF Catalunya Informació (Ràdio)
- 44 UHF iCat (Ràdio)
- 45 UHF Canal Terrassa Vallès (direcció Vallès Occidental)
- 45 UHF TV Sabadell Vallès (direcció Vallès Occidental)
- 45 UHF Noucinc.2 Ràdio (Ràdio) (direcció Vallès Occidental)
- 47 UHF GOL Play
- 47 UHF DMAX
- 47 UHF Disney Channel
- 47 UHF Paramount Network
- 47 UHF Cadena 100 (Ràdio)
- 47 UHF Radio Marca (Ràdio)
- 47 UHF Radio María (Ràdio)
- 47 UHF BOM Radio (Ràdio)
- 48 UHF Canal 4 (direcció Barcelonès)
- 48 UHF Terramar Barcelona
- 48 UHF Cooltura FM (Ràdio)